# Godard Adriaan van Reede

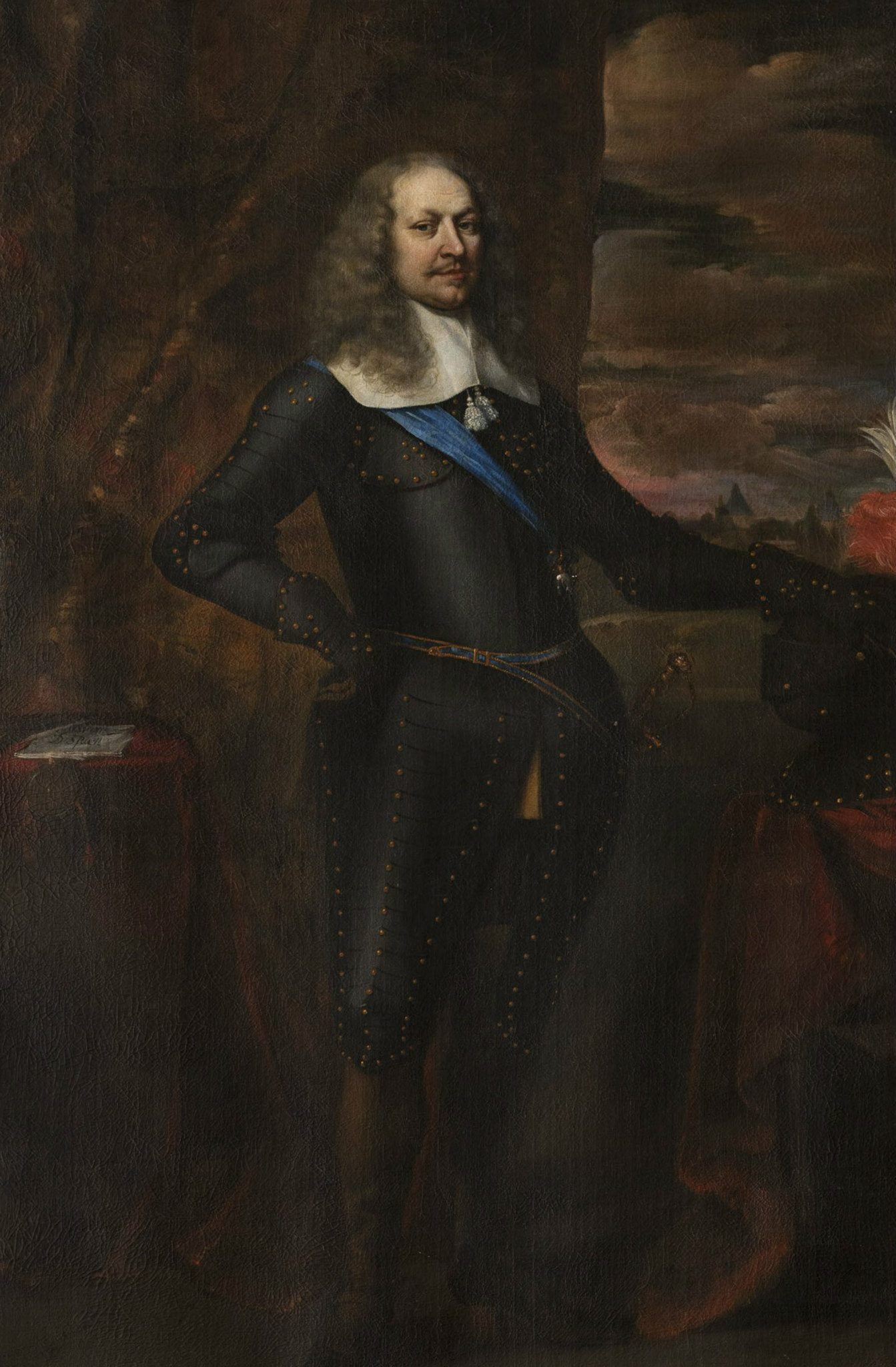
Portret van Godard Adriaan baron van Reede (1621-1691), 1660 gedateerd Amerongen, Collectie Stichting Kasteel Amerongen

Godard Adriaan van Reede (slot Amerongen, 6 januari 1621 - Kopenhagen 9 oktober 1691) was een van de belangrijkste diplomaten van de Staten-Generaal in de tweede helft van de zeventiende eeuw. Zijn echtgenote was Margaretha Turnor (1613-1700).

## Levensloop
Godard Adriaan was een zoon van Godard van Reede (1593-1641) en van Anna van den Boetzelaer en achterkleinzoon van Godert van Reede van Saesfeld (1516-1585) en van Geertruid van Nijenrode erfvrouwe van Zuylestein, dochter van Eernst van Nijenrode, burgemeester van Utrecht, de eigenaar van de ridderhofstad Zuylestein.

Toen zijn vader Godard van Reede in 1641 overleed, erfde Godard Adriaan ruim 100.000 gulden aan schulden. Toen Godard Adriaan niet lang daarna in 1643 trouwde met de oudere maar zeer gefortuneerde Margaretha Turnor, loste dat veel van zijn problemen op. Margaretha had veel geërfd van Jacques Wijts (1579-1643), onder andere een schilderijencollectie en een huis aan de Kneuterdijk nr. 2 in Den Haag. Uit dit huwelijk werd één zoon geboren: Godard van Reede, die vanwege zijn overwinningen in Ierland in 1691 werd verheven tot 1ste Graaf van Athlone.

## Briefwisselingen
Als diplomaat bracht Godard Adriaan veel tijd in het buitenland door. Het echtpaar schreef veel brieven aan elkaar, waarvan er van Margaretha, zijn echtgenote, veel bewaard zijn gebleven.
In het boek Rampjaar 1672 van Luc Panhuysen worden de brieven van zijn echtgenote Margaretha en van zijn zoon Godard geschreven in de aanloop van en tijdens het rampjaar 1672 gebruikt als leidraad voor dit boek.

## Kasteel Amerongen
Van Reede woonde op kasteel Amerongen en op de Kneuterdijk in Den Haag, op de hoek van de Plaats. Het kasteel in Amerongen stamde uit de 13de eeuw en was een waterburcht. Toen er kanonnen kwamen, werden de muren verstevigd. Toen de Van Reede's er woonden bestond het uit enkele gebouwen die om het binnenplein stonden. In het midden was een poortgebouw met een toren. Boven de poort was een wapenschild met het wapen van de familie Van Reede, vastgehouden door twee leeuwen. 
In de periode 1645-1672 besteedde Margaretha veel geld aan het verfraaien van kasteel en de verwerving van landgoed. Een aantal rommelige uitbouwsels werd vervangen door een nieuwe vleugel met verdiepingen en een trapgevel. Godard Adriaan was in die periode gezant aan het hof van de Deense koning Frederik III, die hem onderscheidde met de prestigieuze Orde van de Olifant. 
In het Rampjaar (1672) was Van Reede als ambassadeur in Berlijn om namens de Republiek der Zeven Verenigde Nederlanden de Grote Keurvorst te bewegen met zijn legers te hulp te komen. Zijn vrouw Margaretha vluchtte naar Amsterdam. Kasteel Amerongen werd door de Fransen leeggeplunderd en in brand gestoken. Het omliggende park en de boomgaarden werden vernield. Aangezien het landgoed niets meer opbracht, vertrok Margaretha naar Den Haag om orde op zaken te stellen. Ze ging wonen in haar huis op de Kneuterdijk. Veel huizen stonden in die tijd leeg, te huur, want de bewoners waren voor de Fransen gevlucht.
 Direct na 1672 besloten de Van Reede's een nieuw huis op Amerongen te bouwen, het huidige kasteel. Vanwege zijn verdiensten als ambassadeur aan het hof van Pruisen schonk de Grote Keurvorst van Brandenburg hem 100 zware eiken om vloeren in het nieuwe kasteel te maken.